# دم تشنارعزيزي (تشنار)
دم تشنارعزيزي (بالفارسية: دم چنارعزیزی) هي قرية تقع في إيران في قسم تشنار الريفي. يقدر عدد سكانها بـ 48 نسمة .